# Gustav Hamann

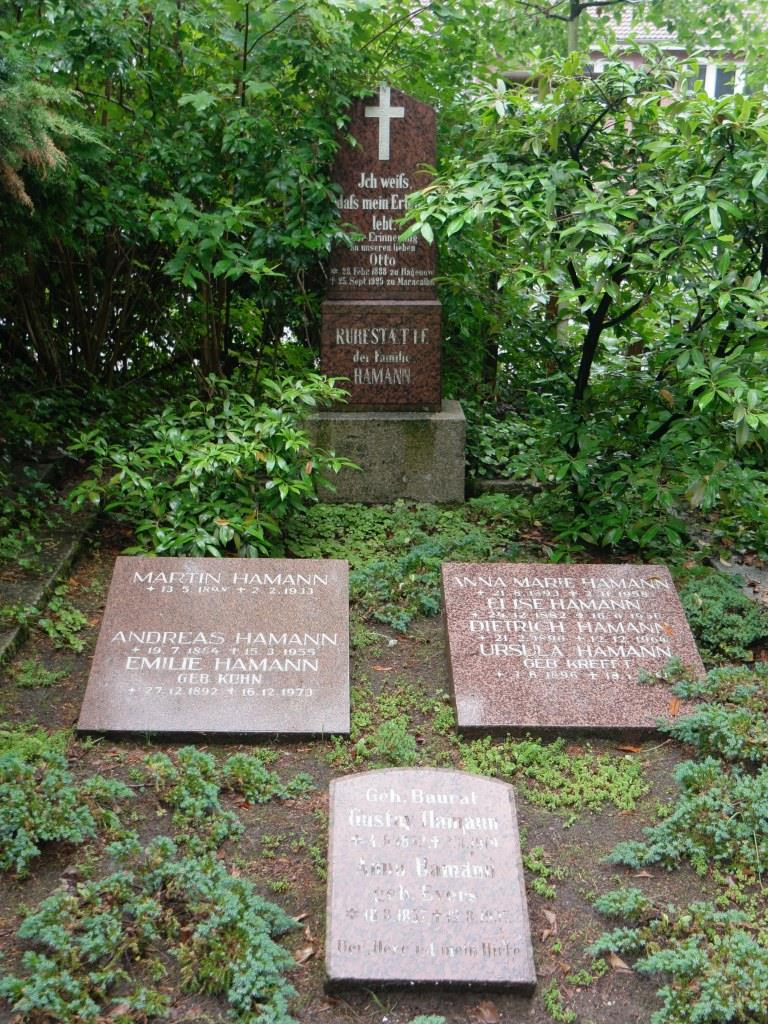
Grab der Architekten Gustav und Andreas Hamann auf dem Alten Friedhof in Schwerin

Gustav Hamann (* 4. Juni 1852 in Satow (Fünfseen); † 3. März 1919 in Schwerin) war ein deutscher Architekt und mecklenburgischer Baubeamter.

## Leben
Gustav  Haman war ein Sohn des Pastors Heinrich Christian Elias Hamann und dessen Ehefrau Sophie Marie Friederike Elise Schünemann. Er heiratete am 25. Oktober 1880 in Hohen Mistorf bei Teterow Anna Henriette Marianne Evers, die Tochter Pastor Johannes Evers. Sie hatten neun Kinder.
Hamann wuchs in Satow und Hohen Mistorf auf, wo sein Vater als Pastor tätig war. Er besuchte das Gymnasium in Güstrow, meldete sich aber als Primaner freiwillig zum militärischen Dienst im Deutsch-Französischen Krieg 1870/71. Nach einer schweren Verwundung kehrte er dienstuntauglich im Frühjahr 1871 zurück. Erst zu Ostern 1872 konnte Gustav wieder die Schule besuchen und dann 1873 sein Abitur machen.
Nach einem Praktikum beim Darguner Distriktbaumeister Wilhelm Stern im Sommer 1873 studierte er vier Semester Architektur bei Gottfried von Neureuther an der Königlich Bayerischen Polytechnischen Hochschule München und ging dann für weitere drei Semester an die Polytechnische Schule Stuttgart, wo er bei Christian Friedrich von Leins studierte.
Das Prüfungszeugnis der großherzoglich mecklenburgischen Prüfungskommission vom 23. März 1877 vermerkt die Note gut. Unmittelbar danach wurde er dem Rostocker Staatsbaudistrikt zur Hilfeleistung als Baukondukteur in Wismar zugeteilt. Dort war er 1877 unter der Leitung des Architekten Landbaumeister Carl Luckow als Bauführer an der Restaurierung und dem Umbau des Fürstenhofs tätig.
Aus dieser Zeit stammt seine Affinität zur Neorenaissance und ihrer regionalen Ausprägung, dem Johann-Albrecht-Stil. Das Repräsentationsbedürfnis des jungen großherzoglichen Hauses Mecklenburg-Schwerin nutzten auch einige Architekten, um sich auf den Johann-Albrecht-Stil zu besinnen. Die Neorenaissance in Mecklenburg bezog sich vor allem auf den Einsatz von Terrakotten, gebrannten modellierten Tonplatten, an öffentlichen und privaten Gebäuden. Einer der Hauptvertreter dieser Richtung war Gustav Hamann.
Im September 1879 meldete er sich zur zweiten, praktischen Prüfung für Baubeflissene in Schwerin an, die im April 1880 stattfinden sollte. Am 1. Oktober 1879 wurde er in den Baudistrikt Grevesmühlen zur Hilfeleistung beim dortigen Landbaumeister Hesse versetzt. Nach bestandener Prüfung wurde Hamann zum 1. Oktober 1880 die vorläufige Verwaltung des Baudistrikts Lübz mit der Ernennung zum Baukondukteur übertragen. Nach Reformierung der Bauverwaltung in Schwerin war Hamann ab 1881 als Leiter des Baudistrikt IX zuständig für das Landbauwesen in den Ämtern Lübz und Wredenhagen. Seinen ersten Auftrag erhielt er vom Dobbertiner Klosterhauptmann Christian Joachim Hugo von Bernstorff mit einem Anbau an der südöstlichen Ecke des Kreuzgangs der Klausurgebäude im Kloster Dobbertin nach Bestätigung auf dem Landtag am 17. November 1880 in Malchin. Die Risse und Anschläge mit dem Schmuckgiebel legte er den Klostervorstehern am 15. Februar 1881 in Dobbertin vor.
Der Anbau wurde nach einem Bericht des neuen Klosterhauptmanns Wilhelm von Oertzen am 15. November 1882 auf dem Landtag in Malchin „unter Anwendung von Formsteinen in mittelalterlicher Stylrichtung“ 1882 vollendet.
Am 7. Juli 1882 schlug das Mecklenburgisch-Schwerinsche Ministerium für Finanzen in Würdigung „seiner fleißigen und tüchtigen Arbeit“ eine Beförderung zum Landbaumeister vor. Aber zunächst erhielt er als Baumeister den Auftrag, ab 1. Oktober 1882 „zur Hülfeleistung den mit der Ausführung des Wiederaufbaus des abgebrannten Hoftheaters hieselbst“ beauftragten Baurat Georg Daniel in Schwerin zu unterstützen. Damals scheinen die Beamten in den Schweriner Ministerien mit pingeliger Genauigkeit gearbeitet zu haben. Bei Hamanns Umzug von Lübz nach Schwerin wurde seine Rechnung moniert, denn die Entfernung zwischen Parchim und Schwerin mit der Eisenbahn betrug nicht 78 Kilometer, sondern nur 76 Kilometer. Es wurden ihm 22 Pfennig an Fuhrgeldern abgezogen.
Vom 1. Oktober 1882 bis 1886 war er als Bauleiter gemeinsam mit Carl Raspe und Georg Daniel am Wiederaufbau des abgebrannten Schweriner Hoftheaters tätig. Die komplizierten Baugrundprobleme im sumpfigen Gelände des Alten Gartens wurden damals mit dem Einschlagen von 15 Meter langen Eichenpfählen durch fünf moderne Dampframmen bewältigt. Der Bau des Theaters unter Leitung von Georg Daniel dauerte bis zur festlichen Eröffnung am 3. Oktober 1886 drei Jahre. Von dem Gesamtprojekt des Neubaus des Schweriner Theaters von 1882 bis 1886 sind mehr als 100 Pläne in verschiedenen Sammlungen und Archiven erhalten, deren Zuschreibung der grundlegenden Ideen an die entwerfenden Architekten noch aussteht.
Am 1. April 1887 wurde Gustav Hamann zum Distriktbaumeister des Staatsbaubezirks in Hagenow ernannt, wo er fast 15 Jahre tätig war und am 7. Mai 1888 zum Landbaumeister befördert wurde. Er entwarf Bauten für die großherzogliche Verwaltung sowie zahlreiche private Auftraggeber. 1900 fertigte er sogar Zeichnungen für das Gestühl in der Kirche St. Marien in Groß Salitz und lieferte den Gestühlsplan. Zusätzlich vertrat er 1899 und 1900 die vakant gewordene Stelle des Distriktbaumeisters für Boizenburg und Dömitz und 1901 übernahm er noch die Vertretung für den Bereich des Landgestüts Redefin.
Am 1. Januar 1902 erhielt er die Berufung als Baudirektor nach Schwerin in den dortigen Vorstand des Staatsbaudistrikts. Damit war er zuständig für über 50 Bauten in Schwerin. Dieses Ereignis war Anlass für den Bau seines Wohnhauses Mozartstraße 14 durch den Hofmaurermeister Ludwig Clewe. Das zweigeschossige Reihenhaus wurde 1902 recht großzügig gebaut, denn er war Vater von neun Kindern. Die Wahl des Johann-Albrecht-Stils für das Gebäude muss man im Zusammenhang mit seinen Restaurierungsarbeiten an den Schmuckfassaden am Fürstenhof in Wismar und am Schloss Gadebusch sehen. Die Fassade seines Hauses ist symmetrisch gegliedert und erfährt eine mittige Betonung durch einen in Ziegel und Schmuckterrakotten ausgeführten Eingangserker mit balkonartigem Aufsatz im ersten Obergeschoss.
Als Meisterwerk Hamanns in Schwerin gilt das 1893–1894 errichtete Verwaltungsgebäude der Kuetemeyer’schen Stiftung, August-Bebel-Straße 29 am Pfaffenteich. Die  Familien-Armen-Stiftung unterstützte fleißige, sparsame und arme Personen. Bei der Gründung der Stiftung  zählte sie schon 226 Mitglieder. Das Haus greift die Formen der mecklenburgischen Renaissance auf, unverkennbar ist die reichliche Verwendung von Terrakotten für die Fassadendekoration. Haman nahm hier für die Gestaltung der mit Dreiecksgiebeln und Lünetten bekrönten Fenster und das prachtvoll ausgestattete Hauptportal eindeutig die Fassaden des Wismarer Fürstenhof zum Vorbild. Den Abschluss bildet die Bekrönung der Attika mit Vasen und Obelisken. Von 1942 bis 2008 war dort das Schweriner Standesamt untergebracht. Zu seinen weiteren Werken zählt auch die Städtische Schule (heute Fritz-Reuter-Schule) an der Roonstraße (heute Von-Thünen-Straße) in Schwerin sowie die ehemalige Schule an der Puschkinstraße (heute Sitz der Volkshochschule).
Eine Urlaubsreise 1903 in die Niederlande, Belgien und die Schweiz nutzte er ebenso wie eine Italienreise für Studienzwecke.
Gustav Hamann leitete ab 1910 die vierte Bauphase der großherzoglichen Irrenanstalt Sachsenberg und legte 1911 und 1914 hierfür die Erweiterungsplanung vor. Unter Hamanns Leitung entstand 1914 der für damalige Verhältnisse sehr moderne Neubau des dreigeschossigen Marienkrankenhauses mit 50 Betten an der Röntgenstraße in Schwerin.
Am 9. April 1914 erfolgte die Ernennung zum Geheimen Baurat, und am 25. September 1916 erhielt Gustav Hamann nach der Fertigstellung des Gerichtsgebäudes am Schweriner Demmlerplatz gemeinsam mit dem Ministerialbaurat Paul Ehmig von Großherzog Friedrich Franz IV. von Mecklenburg-Schwerin die Verdienstmedaille in Gold. Gustav Hamann war ein geachteter Architekt mit großer Sachkenntnis, der selbst an städtischen Bauten ein Höchstmaß an Genauigkeit und die Einhaltung aller Baubestimmungen forderte. Beteiligt war Hamann auch noch bei Bauten im Landgestüt Redefin, am Neubau eines Schulgebäudes in Neukloster und des Kalenischen Tors in Malchin.
Seit 1878 war er Mitglied Vereins für mecklenburgische Geschichte und Altertumskunde. 1894 wurde er zum Mitglied der Großherzoglichen Kommission zur Erhaltung der Denkmäler berufen. Hamann war auch Vorsitzender der Prüfungskommission für die Kandidaten des Baufachs (Baureferendare) in Mecklenburg-Schwerin.
Auch humorvolle Seiten hatte Gustav Hamann, denn in seiner knapp bemessenen Freizeit schrieb er seinen zwischen 1884 und 1903 geborenen neun Kindern Andreas, Dietrich, Elise, Anna-Marie, Heinrich, Martha, Martin und Otto eine Wunsch- oder Angebotsliste: Was artige Kinder sich zu Weihnachten wünschen und auch kriegen. Die 100 aufgeschriebenen Geschenke wurden dabei zeichnerisch dargestellt und befinden sich in seinem Nachlass im Landeshauptarchiv Schwerin. Sein Sohn Andreas (1884–1955) war in Schwerin gleich zweimal Stadtbaurat. Nach seiner Wahl 1919 wurde er 1934 in den vorzeitigen Ruhestand versetzt und ab 1945 war er wieder Stadtbaurat und Rat für Wirtschaft. 1950 entzog er sich der drohenden Verhaftung durch Flucht nach Hannover.
1919 starb Gustav Hamann in seinem Wohnhaus, Mozartstraße 14 in Schwerin, an einer verschleppten Grippe und einer damit verbundenen Hirnhautentzündung. Er wurde auf dem Alten Friedhof beigesetzt. Sein Sohn Andreas war sein Testamentsvollstrecker.

## Bauten und Entwürfe

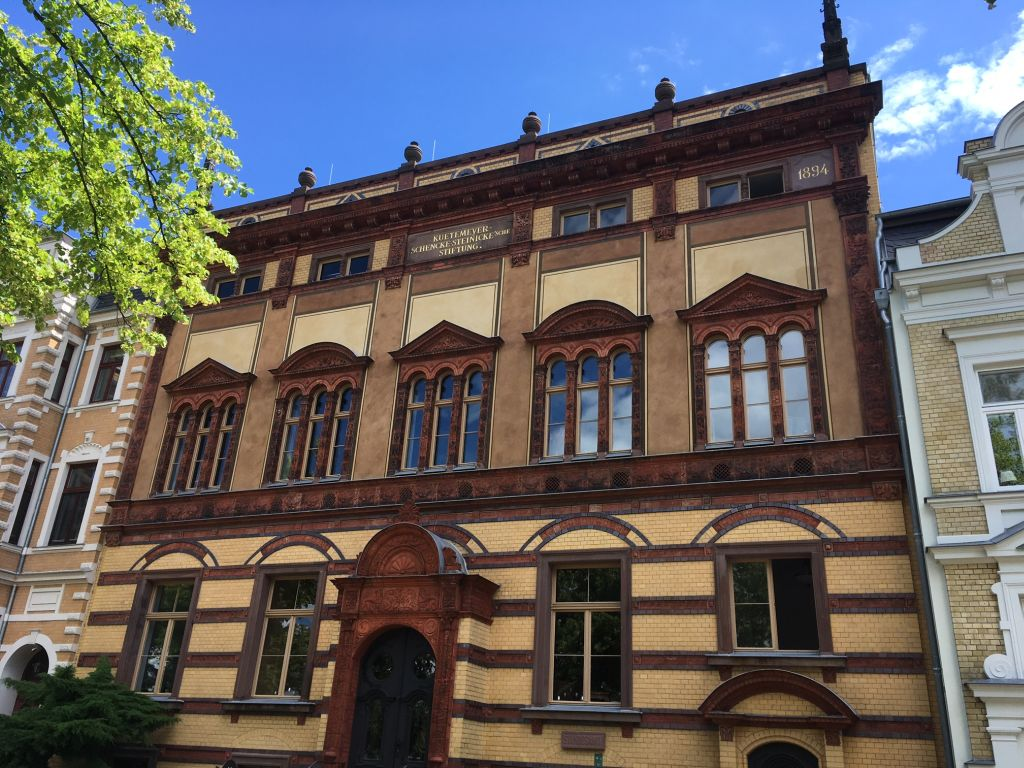
Altes Standesamt Schwerin

- 1880: Restaurierung der Alten Schule in Wismar
- 1880–1882: Anbau an der südöstlichen Ecke des Kreuzgangs der Klausurgebäude im Kloster Dobbertin[18]
- 1884–1910: Entwürfe für Wohn- und Geschäftshäuser in Hagenow, Schwerin und Wittenburg
- 1885–1906: Entwürfe für Schulen in Friedland, Lübtheen, Neukloster, Schwerin und Wismar
- 1892–1894: Entwürfe für Bahnhofsempfangsgebäude in Güstrow, Sülze und Tribsees
- 1893–1894: Haus der Kuetemeyer’schen Stiftung an der Marienstraße (heute August-Bebel-Straße 29) am Pfaffenteich in Schwerin (1942–2008 Sitz des Standesamts)
- 1893–1894: Bürgermädchenschule (heutige Schelfschule) auf dem Hof des Brandensteinschen Palais in Schwerin, Puschkinstraße
- 1894–1895: Villa für den Hofzimmermeister Friedrich Bockholdt in Schwerin, Goethestraße 1 (Platz der Jugend) (Neorenaissance)
- 1895: Aussichtsturm auf der Insel Kaninchenwerder
- 1899: Erhöhung des Westturms der Georgenkirche in Wismar
- 1900: Wohnhaus für den Sparkassen-Kassierer Otto Schnelle in Schwerin, Knaudtstraße 26
- 1902: eigenes Wohnhaus in Schwerin, Mozartstraße 14
- Wohnhaus Bäckerstraße 22 in Schwerin
- 1904–1905: Katholische Schule an der Klosterstraße in Schwerin
- 1904–1914: Entwürfe zur Erweiterung der Heil- und Pflegeanstalt Sachsenberg
- 1905: Herrenhaus Krumbeck
- 1907: Reppiner Burg (künstliche Ruine am Südufer des Schweriner Sees)
- 1912: Umbau des Gutshauses in Hohen Niendorf[19]
- 1913: Erweiterungsbau zum Schloss Göhren
- 1913–1914: Krankenhaus des Marien-Frauen-Vereins an der Röntgenstraße in der Schweriner Schelfstadt, später Poliklinik[20]
- 1913–1916: Bauleitung beim Bau des Amts- und Landgerichts Schwerin

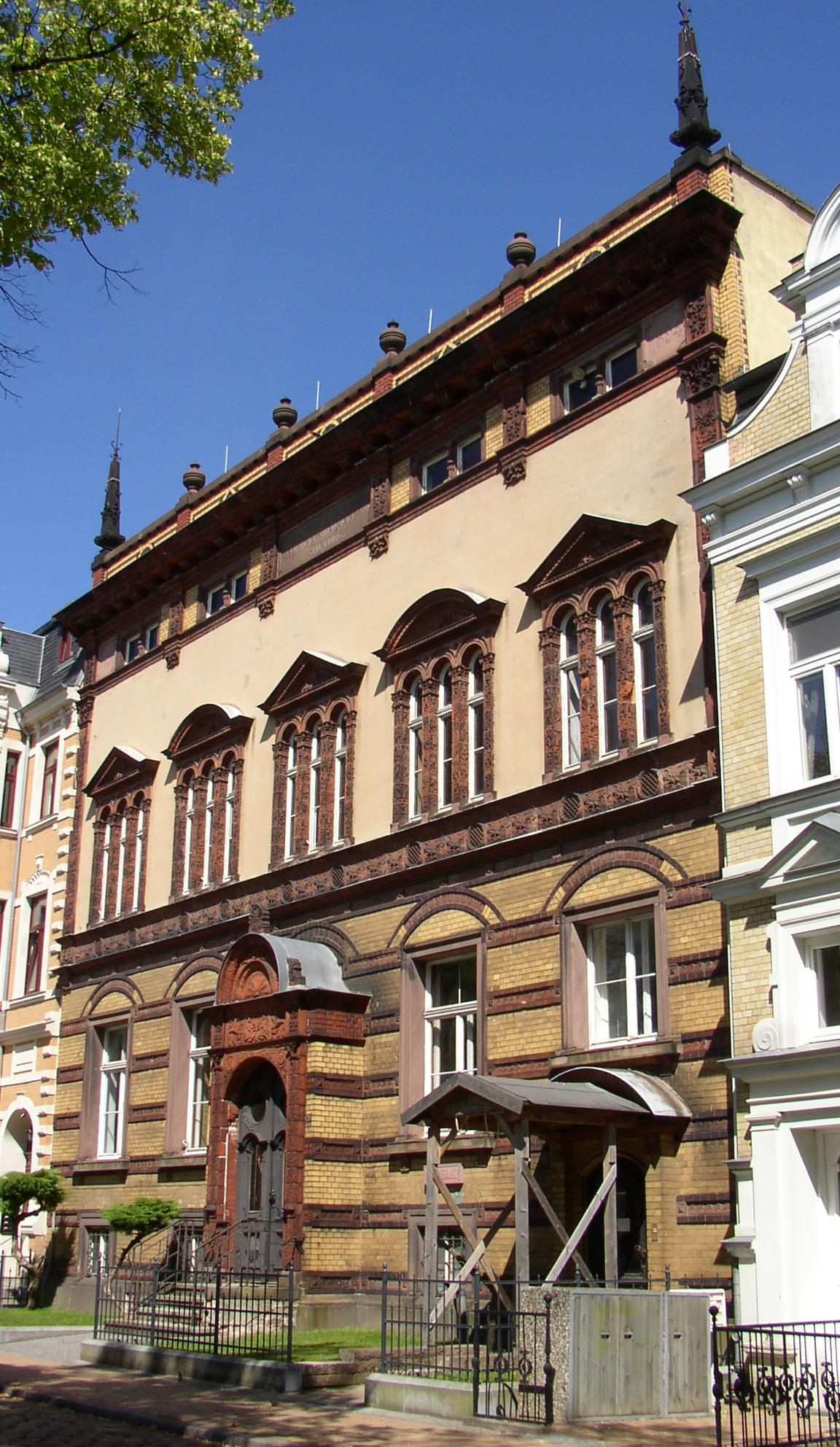
Kuetemeyer’sche Stiftung
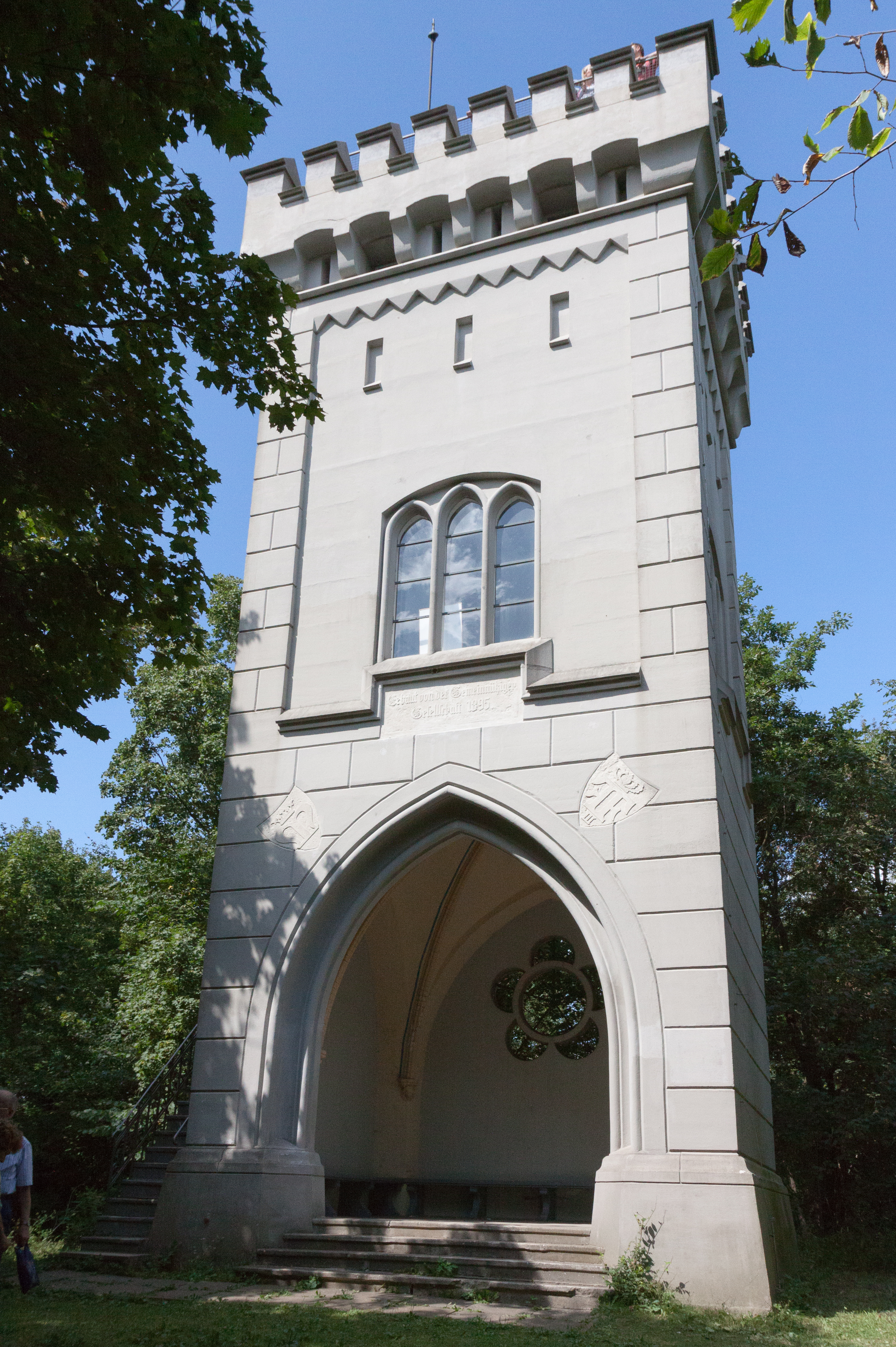
Aussichtsturm Kaninchenwerder
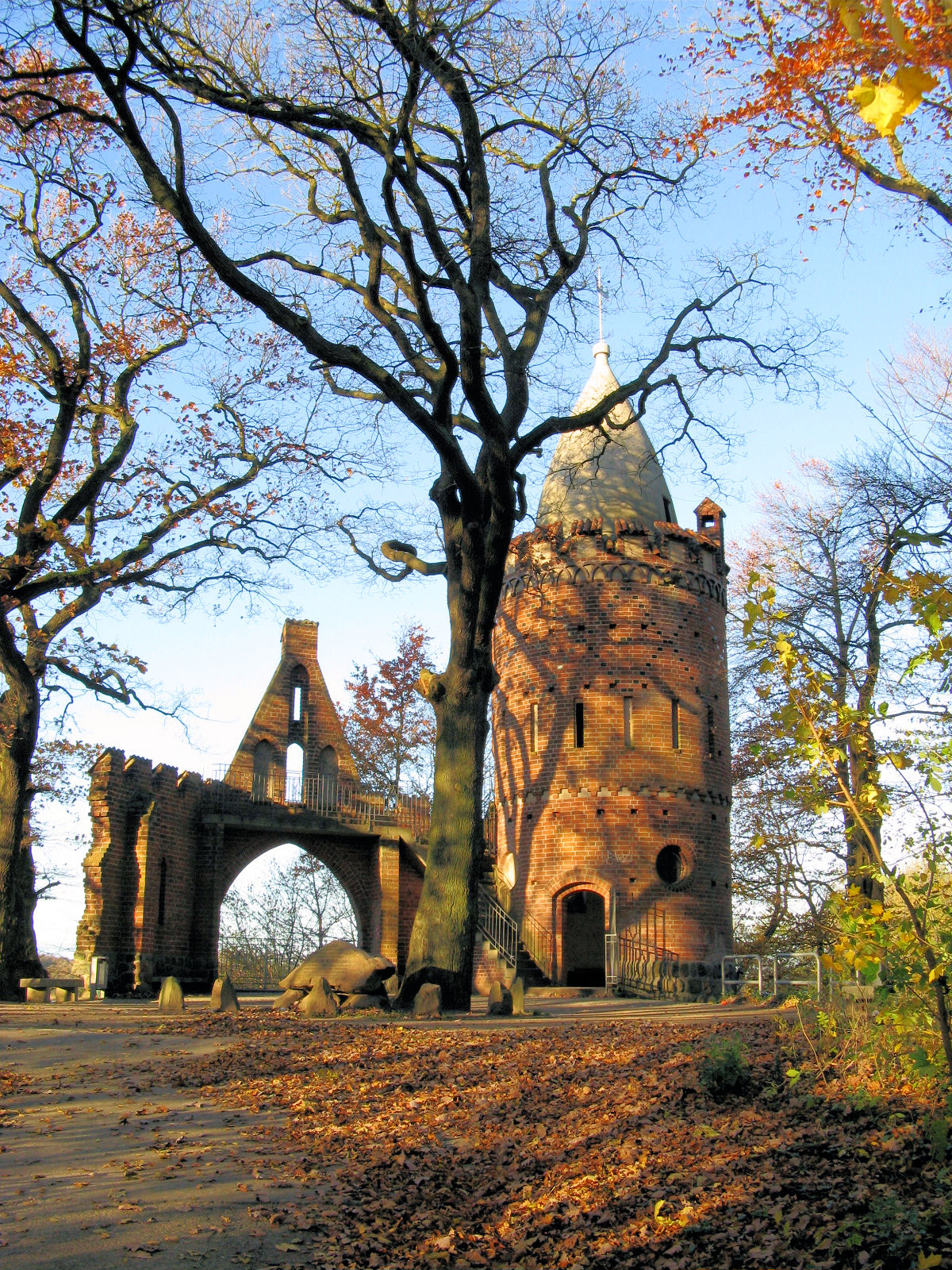
Reppiner Burg

## Nachlass
Im Nachlass von Gustav Hamann im Landeshauptarchiv Schwerin befinden sich neben 190 Bauplänen, Grundrissen, Gebäudeansichtenund  Ansichten mecklenburgischer Landkirchen aus der Zeit von 1883 bis 1918 auch persönliche Unterlagen. Als Rarität gilt ein Wettbewerbsentwurf für die evangelische Lucaskirche in Chemnitz aus dem Jahr 1898.

## Beförderungen und Auszeichnungen
- September 1880: Baukondukteur
- 7. Juli 1882: Baumeister[22]
- 7. Mai 1888: Landbaumeister
- 1. Januar 1902: Baudirektor
- 9. April 1914: Verleihung des Titels Geheimer Baurat und des Ritterkreuzes des Hausordens der Wendischen Krone
- 25. September 1916: Verdienstmedaille in Gold

### Landeshauptarchiv Schwerin(LHAS)
- LHAS 2.22-10/6: Domanialamt Dargun – Gnoien – Neukalen. Nr. 2635.
- LHAS 2.26-1: Großherzogliches Kabinett Teil III. Personenregister Nr. 879.
- LHAS 3.2-3/1: Landeskloster/Klosteramt Dobbertin. Nr. 4651.
- LHAS 5.11-2: Landtagsverhandlungen, Landtagsversammlungen, Landtagsprotokolle, Landtagsausschuss.
- LHAS 5.12-5/1: Ministerium für Finanzen II. Hochbau, Allgemeine Verwaltung, B. Bauwesen.
- LHAS 5.12-5/10: Zentralbauverwaltung, Verwaltung Staatsbauten 1851–1919.
- LHAS 5.12-5/11: Staatsbaudistrikt Schwerin 1875–1919.
- LHAS 10.9-H/2: Nachlass Gustav Hamann. Porträts, Akte Nr. 2. ohne Nr. (1870/71), Akte Nr. 9. Nr. 1 (1875/77), Mappe F 3, Nr. 48 (um 1908), Nr. 49 (1874/75).
- LHAS 12.3-6/1: Nachlass Hamann, Gustav  Mappe 21 Nr. 14/1-14/5.

### Landeskirchliches Archiv Schwerin (LKAS)
- Plansammlungen. Gadebusch, Groß Salitz, Lübow, Uelitz, Warsow, Wittenburg, Zurow.

### Landesamt für Kultur und Denkmalpflege
- Abteilung Archäologie und Denkmalpflege, Plansammlungen. Bützow altes Bischofsschloss. Gadebusch Kirche St. Jacobi, Schloss, Amtsgebäude, Rathaus. Wismar Fürstenhof, Alte Schule. Schwerin Marstall, Landgericht, Theater, Klinikum Lewenberg, Schule Fridericianum.

### Stadtarchiv Schwerin
- Plansammlungen. Schwerin, ehem. Bürgertöchterschule Puschkinstraße, Fritz-Reuter-Schule Von-Thünen-Straße, Heil- und Pflegeanstalt Sachsenberg, Polizeigebäude Amtsstraße 23.